# Андерс Ослунд

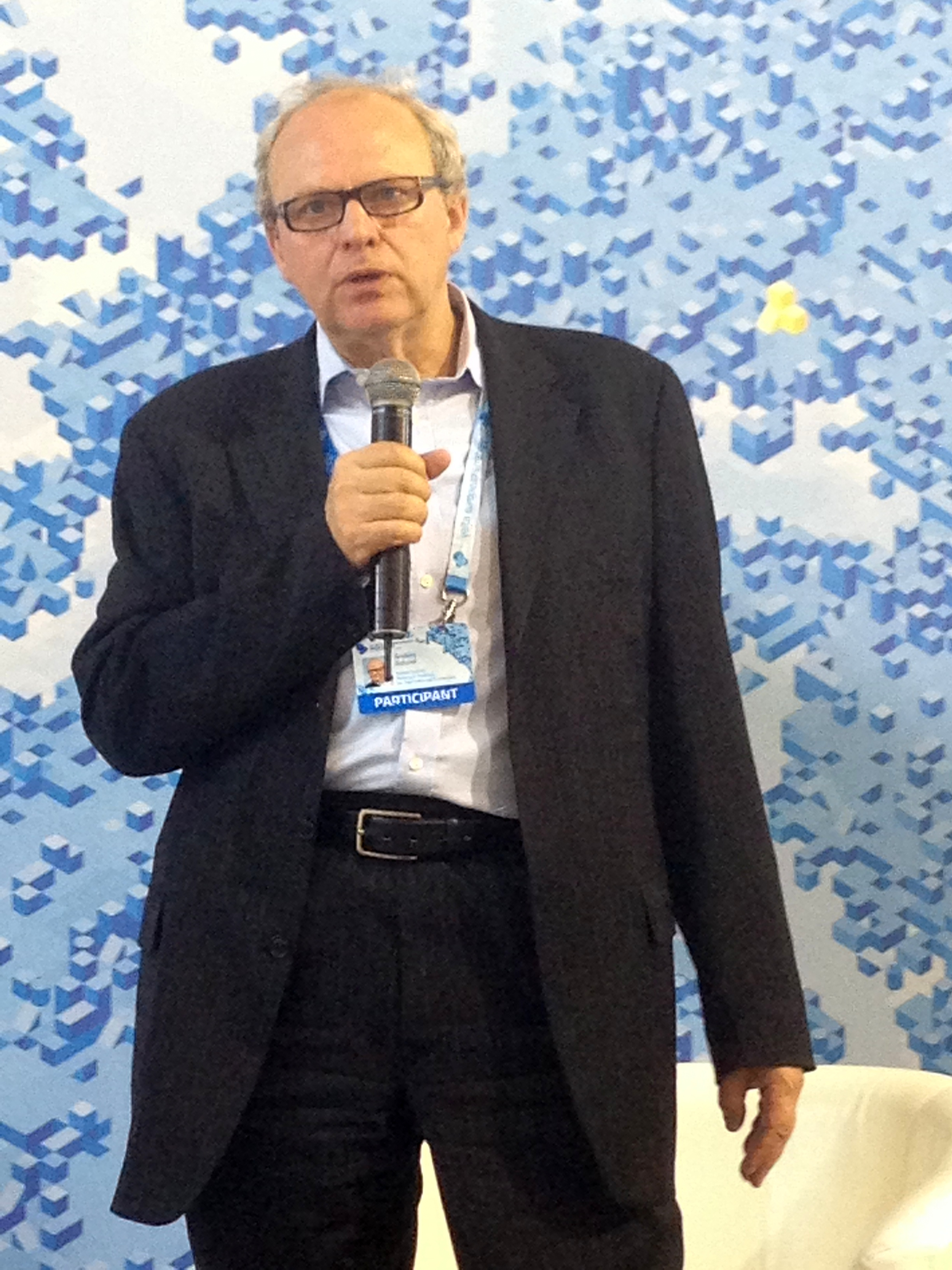
Андерс Ослунд на YES 2014

Андерс Ослунд також часом Андерс Аслунд (швед. Anders Åslund, швед. вимова: [andəʂ oːslʉnd], нар. *1952) — шведсько-американський економіст і дипломат, провідний міжнародний експерт з питань національних економік України, Росії та країн колишнього СРСР. Професор Джорджтаунського університету, старший науковий співробітник Центру Євразії Атлантичної ради, старший науковий співробітник Інституту Петерсона, радник чисельних урядових та економічних організацій. Член наглядової ради банку «Банк Кредит Дніпро». Один із спікерів Форуму Вільних Держав Постросії

## Освіта
- Стокгольмський університет, B.A.;
- Стокгольмська школа економіки, магістр
- Оксфордський університет (коледж Св. Антонія), Ph.D.

## Підвищення кваліфікації
- стипендіат-дослідник Інституту Брукінгса
- 1987—1988 — стипендіат-дослідник в Інституті перспективних російських досліджень Кеннана[en] в Центрі Вудро Вільсона[3]

## Науково-академічна кар'єра
- 1989—1994 — професор Стокгольмської школи економіки
- з 1989 — директор-засновник Стокгольмського інституту східноєвропейської (перехідної) економіки.
- ад'юнкт-професор Джорджтаунського університету
- 1994—2005 — старший науковий співробітник Фонду Карнеґі, з 2003 директор Російської та Євразійської програм
- з 2006 — старший науковий співробітник Інституту Петерсона

## Дипломатична служба
- Працював дипломатом Швеції в Кувейті, Польщі, Женеві та Москві

- Володіє мовами: англійська, шведська, французька, німецька, польська, російська

## Радник
У 1991—1994 роках Ослунд був старшим науковим радником економічних реформ уряду Єльцина-Гайдара. Після цього в 1994—1997 рр. він працював економічним радником президента України Леоніда Кучми, а пізніше в 1998—2004 рр. — радником президента Киргизстану Аскара Акаєва. Він також істотно займався економічною політикою в країнах Балтії, спочатку як член неурядової Міжнародної Балтійської економічної комісії (в 1991—1993 рр.), а з 2009 неофіційним радником прем'єр-міністра Латвії Валдіса Домбровскіса.
У 2014 році ввійшов в Експертну раду при Міністерстві економіки України.[неавторитетне джерело]
Член наглядової ради банку Кредит-Дніпро, який належить Віктору Пінчуку.

## Вибрані праці
Андерс Ослунд є автором 12 книг, співавтором та редактором ще 16 книг та багатьох статей з економіки — як в фахових виданнях, так і в таких загальних, як: Foreign Affairs, Foreign Policy, The National Interest, New York Times, Washington Post, Financial Times, Wall Street Journal та ін.
- The Last Shall Be the first // Останній повинен бути першим: Східно-Європейський фінансова криза 2008—2010 (Peterson Institute, 2010)
- Russia After the Global Economic Crisis // Росія після глобальної економічної кризи (Peterson Institute, 2010)
- How Ukraine became a market economy and democracy // Як Україна стала ринковою економікою та демократією (Peterson Institute, 2009)
- Russia The Balance Sheet // Бухгалтерський баланс Росії (Peterson Institute, 2009)
- Russia's Capitalist Revolution // Російська капіталістична революція, (Peterson Institute, 2007)
- Building capitalism // Будівництво Капіталізму: Трансформація колишнього радянського блоку (Cambridge University Press, 2001)
- Should the state help the Post-Soviet poor? // Чи повинна держава допомагати Пострадянським бідним? 1997
- How Russia Became a Market Economy // Як Росія стала ринковою економікою (Brookings, 1995)
- Changes in economic education in the former Soviet Union. // Зміни в економічній освіті в колишньому СРСР (1992)
- The post-Soviet economy // Пост-радянська економіка, 1992
- Gorbachev's Struggle for Economic Reform // Боротьба Горбачова з економічної реформи, 2-е вид. (Cornell Univ. Press, 1989)
- The non-agricultural private sector in EAST European economy // Не-сільськогосподарський приватний сектор в Східно-європейському господарстві (на прикладі Польщі і НДР, 1945—1983, Macmillan, 1985)
- Велике переродження: уроки перемоги капіталізму над комунізмом за редакцією Андерса Аслунда і Симеона Дянкова [Архівовано 4 грудня 2019 у Wayback Machine.]

## Почесні звання
- член Російської академії природничих наук (РАЕН)
- співголова ради піклувальників Київської школи економіки
- голова Консультативної ради Центру соціально-економічних досліджень (CASE), Варшава
- почесний професор Киргизького національного університету

## Виноски
1. ↑  Пошуковик українською google.com.ua надає 96.300  значень з «Андерс Ослунд» і 24.400  з «Андерс Аслунд» (грудень 2013)
2. 1 2  Наглядова рада | Банк Кредит Дніпро. creditdnepr.com.ua (укр.). Архів оригіналу за 3 лютого 2018. Процитовано 3 лютого 2018.
3. ↑  Anders Aslund - Wilson Center Experts. Архів оригіналу за 14 серпня 2015. Процитовано 3 грудня 2013. [Архівовано 2015-08-14 у Wayback Machine.]
4. ↑  Forbes: The Triumph Of Good Economics: 'Austere' Baltic States Outgrow Their European Neighbors [Архівовано 7 грудня 2013 у Wayback Machine.](англ.)
5. ↑  Бендукидзе назначен не помощником Порошенко, а членом экономического совета. Архів оригіналу за 14 липня 2014. Процитовано 1 липня 2014.